# Vila Boa (kommun)
Vila Boa är en kommun i Brasilien.   Den ligger i delstaten Goiás, i den sydöstra delen av landet, 130 km nordost om huvudstaden Brasília. Antalet invånare är 4 742. Arean är 160 kvadratkilometer.
Terrängen i Vila Boa är platt åt nordväst, men åt sydost är den kuperad.
Omgivningarna runt Vila Boa är huvudsakligen savann. Runt Vila Boa är det mycket glesbefolkat, med 3 invånare per kvadratkilometer.